# Sarina Suzuki
Sarina Suzuki (鈴木 紗理奈; née le 13 juillet 1977) est une actrice, chanteuse, tarento et ancienne idole japonaise.

## Carrière
Née à Osaka, Suzuki a fait ses débuts en tant qu'idole en 1994. Elle est rapidement devenue active dans des émissions de variétés télévisées, notamment habituée de l'émission à succès Mecha-Mecha Iketeru de Ninety-nine ! à partir de 1996. Elle a également été active en tant que chanteuse, avec l'un de ses singles, " Share ni nannai ", culminant 22e sur le Oricon Singles Chart en 1997. Plus tard, elle a commencé à enregistrer de la musique reggae sous le nom de Munehiro, avec un album, Neo, atteignant la 26e place sur le Oricon Albums Chart en 2009. Elle a remporté le prix de la meilleure actrice principale dans un film en langue étrangère au Festival international du film de Madrid en 2017.